# Донбасс Арена
«Донбасс Арена» (укр. «Донбас Арена») — футбольный стадион в Донецке, построенный в 2009 году, рассчитан на 52 667 зрителей. Формально является домашним стадионом футбольного клуба «Шахтёр». С 2014 года матчи на стадионе не проводятся («Шахтёр» выступает на других стадионах Украины). Стадион расположен в парке культуры и отдыха.
Постройка стадиона с благоустройством прилегающих территорий обошлась в 400 млн долларов США. Он был построен по инициативе и с непосредственной поддержкой донецкого бизнесмена Рината Ахметова.

## Строительство

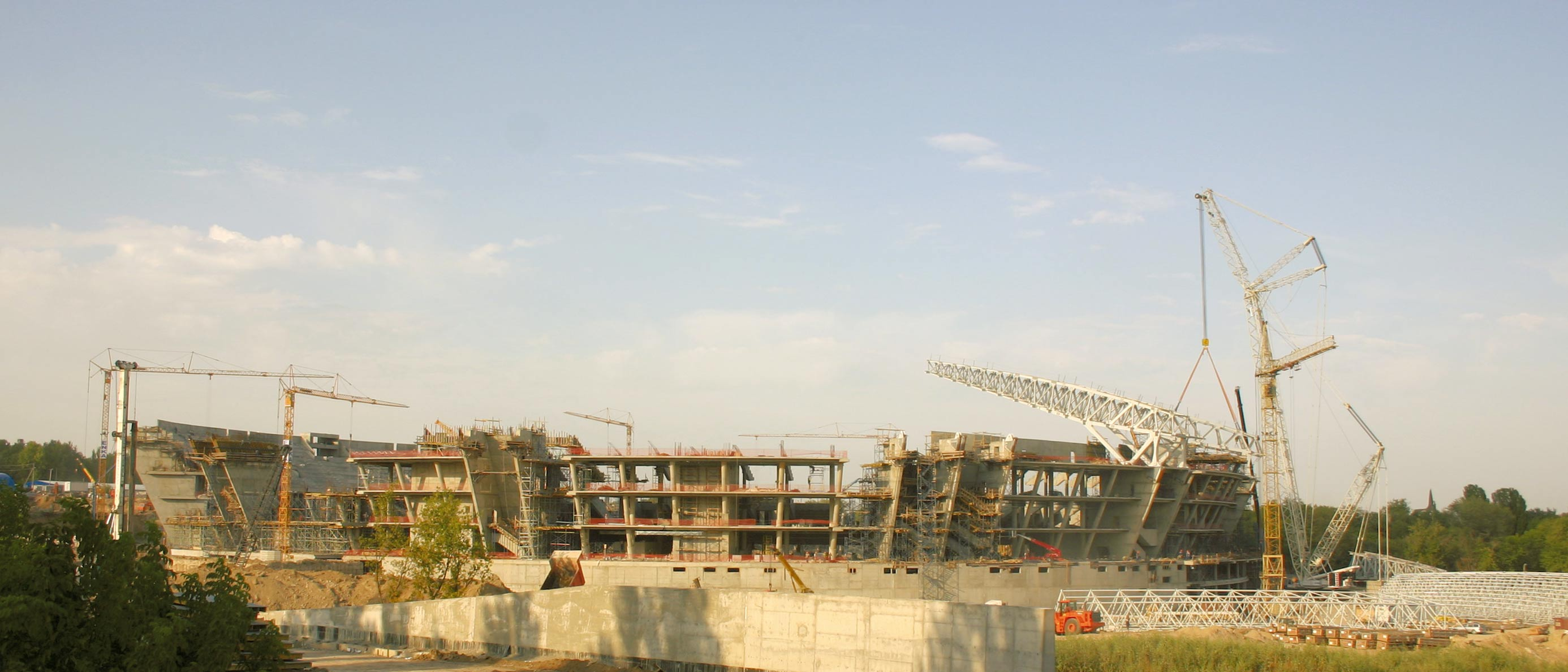
Строительство стадиона в 2007 году

Генеральным подрядчиком строительства стадиона была выбрана турецкая компания Enka. Футбольный клуб «Шахтёр» подписал с ней контракт 27 июня 2006 года. Несмотря на существенные расхождения с местными нормами проектирования, необходимость адаптации и доработки проекта с учетом требований заказчика, проектная команда стадиона завершила строительство в поставленные сроки. Благодаря высокому качеству проектной документации и строительно-монтажных работ, ещё до завершения строительства стадион получил высокую оценку контролирующих органов и УЕФА. Стоимость проекта, строительства стадиона и парка вокруг него составила 400 000 000 долларов США.

## Обзор
[обновить данные]

### Дизайн
Внешний дизайн стадиона был разработан английской компанией «АрупСпорт», уже имевшей большой опыт строительства стадионов. Снаружи стадион во многом напоминает «летающую тарелку в парке». Крыша стадиона наклонена с севера на юг, благодаря чему усиливает естественное освещение и проветривание поля.

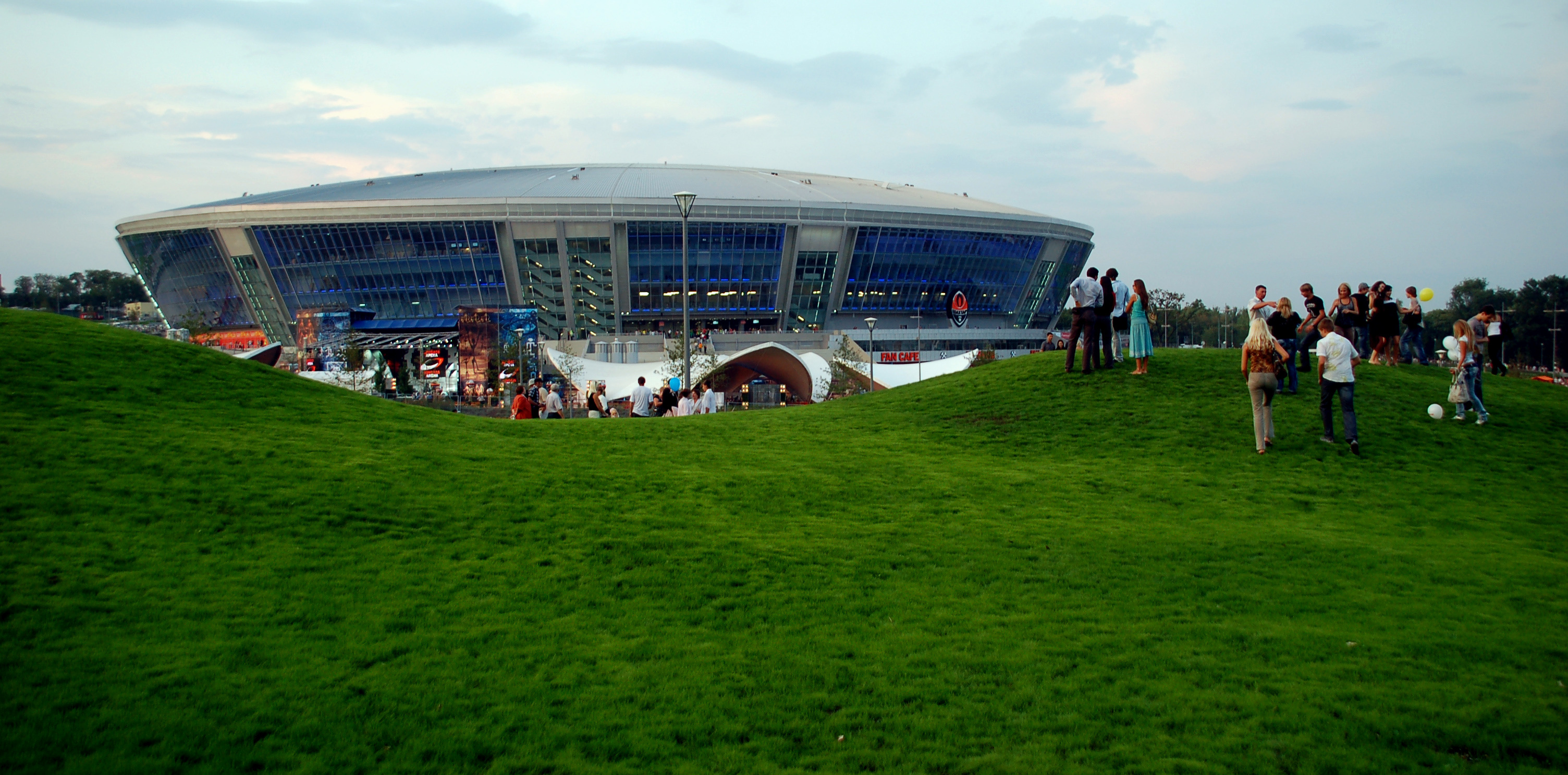
Среди зеленых холмов

Одной из главных отличительных черт дизайна является полная остеклённость фасада.
Также по расположению «Донбасс Арена» совпадает с бывшим стадионом ФК «Шахтёр» — РСК «Олимпийский». В тёмное время суток арена сверкала благодаря искусственной подсветке.

### Парк
В 2006 году немецкая фирма Fargus выиграла контракт на проектирование и устройство парка вокруг нового стадиона. Изначально предполагалось, что бюджет проекта не должен превышать $10 млн, но позже президент ФК «Шахтер» Ринат Ахметов принял решение увеличить сумму до $30 млн.

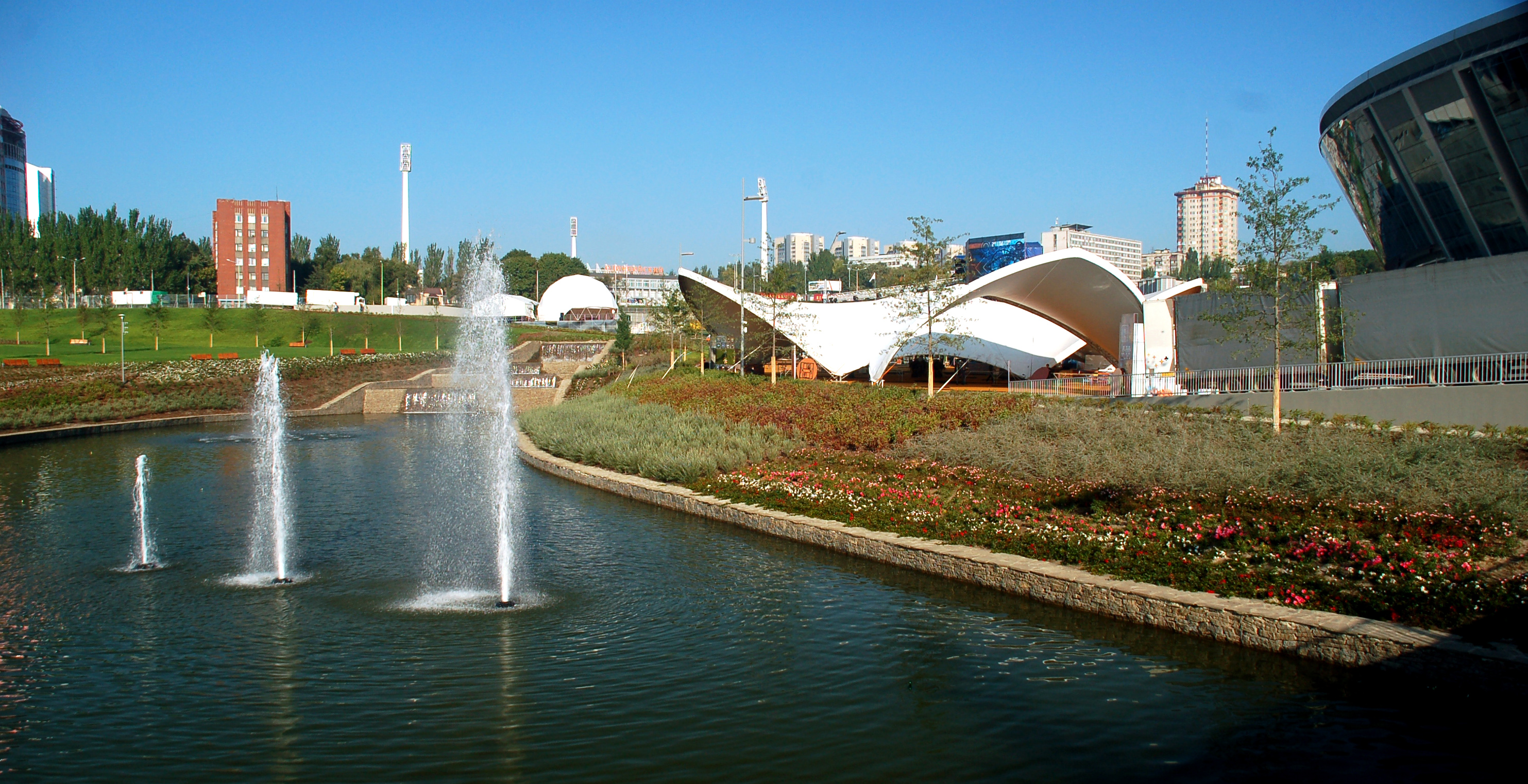
Фонтаны

Гранитный мяч

Вместо старых деревьев в городском парке культуры и отдыха были посажены новые молодые насаждения, подобранные специально под клубные цвета ФК «Шахтёр», то есть в осенний период листва будет приобретать ярко-оранжевую и красную окраски. Также в парковой зоне расположен фонтанный каскад, гигантский гранитный мяч, который вращается под давлением двух струй воды, лавочки и множество разнообразных зелёных насаждений. Общая стоимость парковой зоны вокруг стадиона составила 30 млн. долларов США.

### Газон
Дренажная система стадиона выполняет две функции: удаляет излишки воды с поля и способствует аэрации газона, что мешает быстро уплотняться почве. Система полива будет работать дозированными нормами, сверху которой будет расположен слой из песка. Подогрев газона будет осуществляться с помощью спирта, гликоля и воды, проходящих по трубам на глубине 30 см. Общая длина системы подогрева равна 38 км. Газон стадиона был выращен в Словакии и является одним из лучших газонов в мире. В условиях дефицита естественного освещения, для лучшего роста травы используется система искусственного солнечного света — впервые в восточной Европе, что позволяет траве расти ночью.

### Сиденья

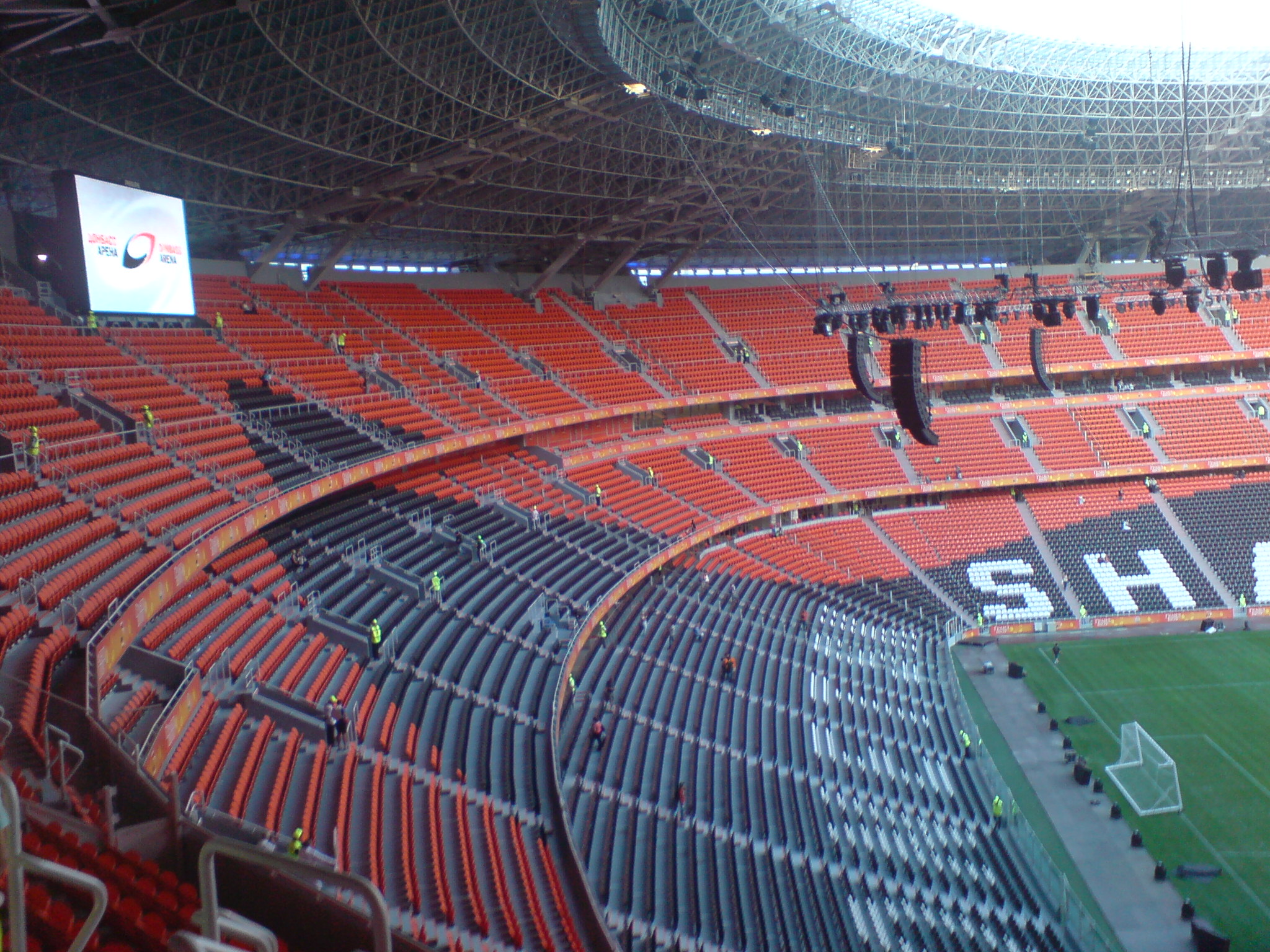
Трибуны в северной части

Кресла были изготовлены австралийской фирмой «Camatic». Они состоят из пластиковых невыцветающих материалов. Основная часть сидений оранжевого цвета, белыми креслами на чёрном фоне организованы надписи «Shakhtar» и «Donetsk». Всего кресел в чаше стадиона насчитывается более 50 тысяч. Сиденья стадиона располагаются в одной чаше. Для наилучшего обзора первый ряд кресел расположен очень близко к полю, а по углам сиденья закругляются. На арене предусмотрено 102 места для людей инвалидов, 46 комментаторских кабинок, пресс-ложа и VIP-ложа.

### Электроструктура
На арене были установлены два монитора площадью 92 м² с цветовой гаммой из 65000 цветов. Логотип ФК «Шахтёр», установленный с южного входа, собран из 18 000 светодиодов общей мощностью 2,5 кВт. С западного входа расположена огромная эмблема «Донбасс Арены». Обслуживают «Донбасс Арену» две городские подстанции. Также на арене имеются 2 дизельных генератора на случай чрезвычайных ситуаций. С помощью электросистемы стадиона будет происходить управление зданием для безопасности зрителей.

### Радиосвязь
На арене установлена цифровая система радиосвязи стандарта TETRA ACCESSNET-Т. Технические службы и службы безопасности на стадионе оснащены современными средствами связи. Система спроектирована таким образом, что покрытие радиосвязью обеспечивается на всех уровнях стадиона, в том числе и на подземных. С помощью радиосвязи TETRA ведется управление персоналом стадиона.
На всей территории стадиона есть сеть Wi-Fi.

### Стоянки автомобилей
Стояночные линии разделены высокими деревьями, подобранными таким образом, чтобы их кроны начинались на высоте не менее трёх метров. То есть, видимость для манёвров у водителей будет хорошая и внешний вид парка от обилия техники и асфальта не пострадает. Кроме того, согласно требованиям УЕФА, здесь же будет построена стоянка для автомобилей, управляемых инвалидами. Всего на территории «Донбасс Арены» расположено несколько стоянок, на которых сможет разместиться в общей сложности более 1000 автомобилей.
На западной стороне арены снаружи виднеется въезд для техники на саму арену, внутрь (например, для пожарной машины). Под трибунами стоянка для небольших тракторов с прицепами/поливалками, оборудования и тому подобного.

## Дополнительные сведения

Музей

Общая стоимость проекта стадиона и парка, который расположится вокруг него, составляет 400 млн долларов США. На стадионе функционирует самый крупный украинский спортивный музей — музей ФК «Шахтёр», тематическое кафе для болельщиков под названием Fan Cafe. На территории стадиона во время матчей работают три ресторана, четыре бара и 53 закусочных. В 2010 году был открыт фитнес-центр Fresh. Возможно проведение концертов, выставок, зрелищных спортивных мероприятий, боксёрских поединков. Около северной стороны трибуны есть ночной клуб «Tribunelounge», также это лаунж-кафе.

Посетивший стадион в октябре 2008 года генеральный секретарь УЕФА Дэвид Тейлор заявил: 
Стадион восхищает, он просто фантастический. Здорово, что эта арена будет принимать поединки Евро-2012. Она действительно великолепна, об этом даже не идёт речь. Всё очень хорошо спланировано — и технические детали, и всё остальное. Всё задумано по высшему классу.

## Вместимость

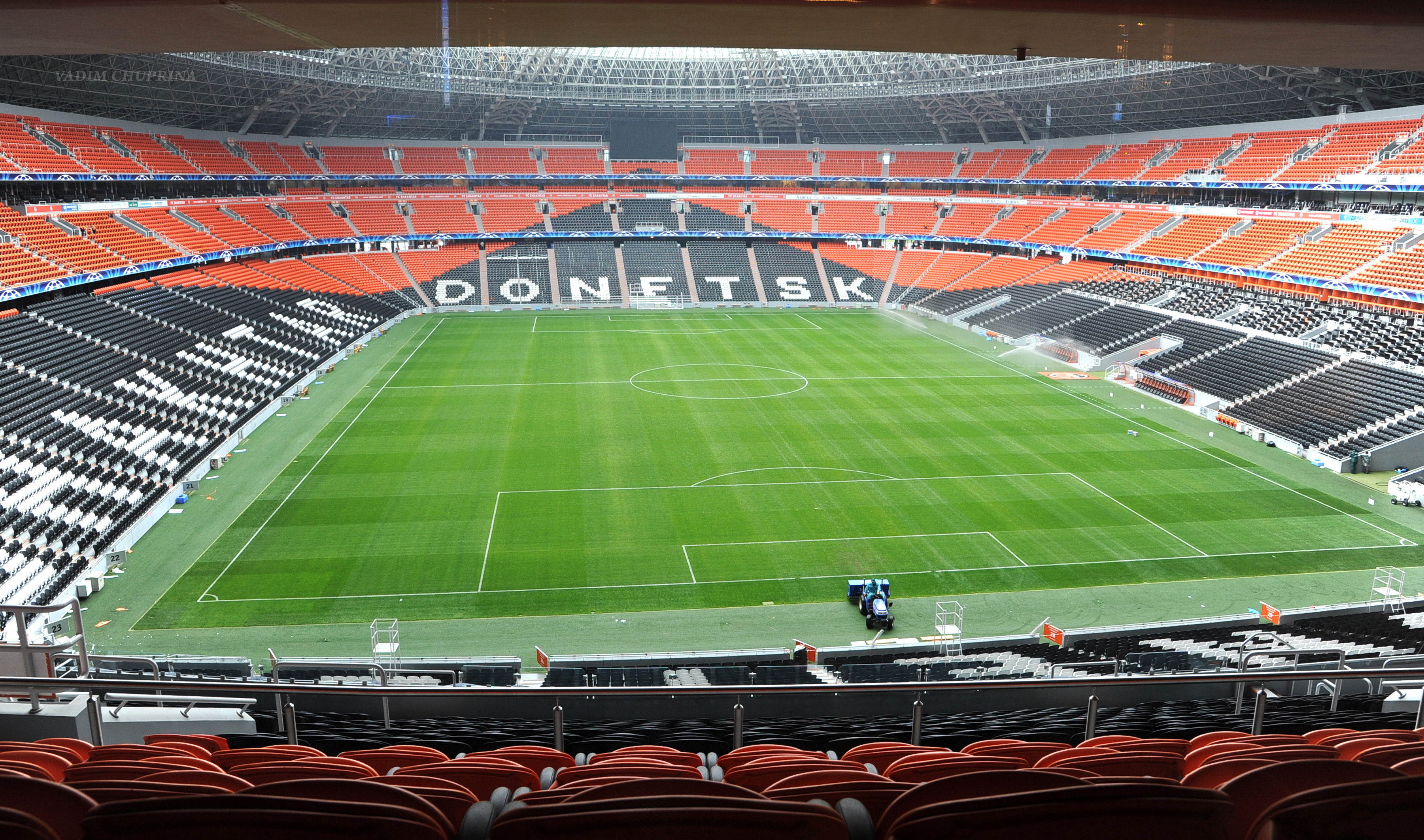
Донбасс Арена 2011

Официальная вместимость стадиона составляет 52 667 мест. Для продажи предназначены не все места, а только 52 327 мест из общего количества: общие места для зрителей (47 171), VIP-места (3133), места в корпоративных ложах (868).
Корпоративные ложи — это 45 комфортабельных помещений с отдельными трибунами, комнатами отдыха и обслуживающим персоналом, которые расположены на пятом уровне главного стадиона Донбасса. Здесь же расположена Президентская ложа. Корпоративные ложи делятся на две категории: «Классик» и «Премиум». Стоимость годовой аренды колеблется в пределах 80-250 тысяч евро (зависит от расположения, площади и количества мест на трибуне).
Разницу в количестве мест для продажи и общей вместимости составляют места для прессы (144) и инвалидов с их сопровождающими на третьем уровне (196).
Такая схема распределения мест на стадионе запланирована для проведения матчей чемпионата Украины, Кубка Украины и еврокубков. На время проведения матчей в рамках Евро-2012 количественное распределение зрительских мест изменялось: зона для СМИ расширялась, а мест для продажи, соответственно, было меньше (50 000).

## Открытие

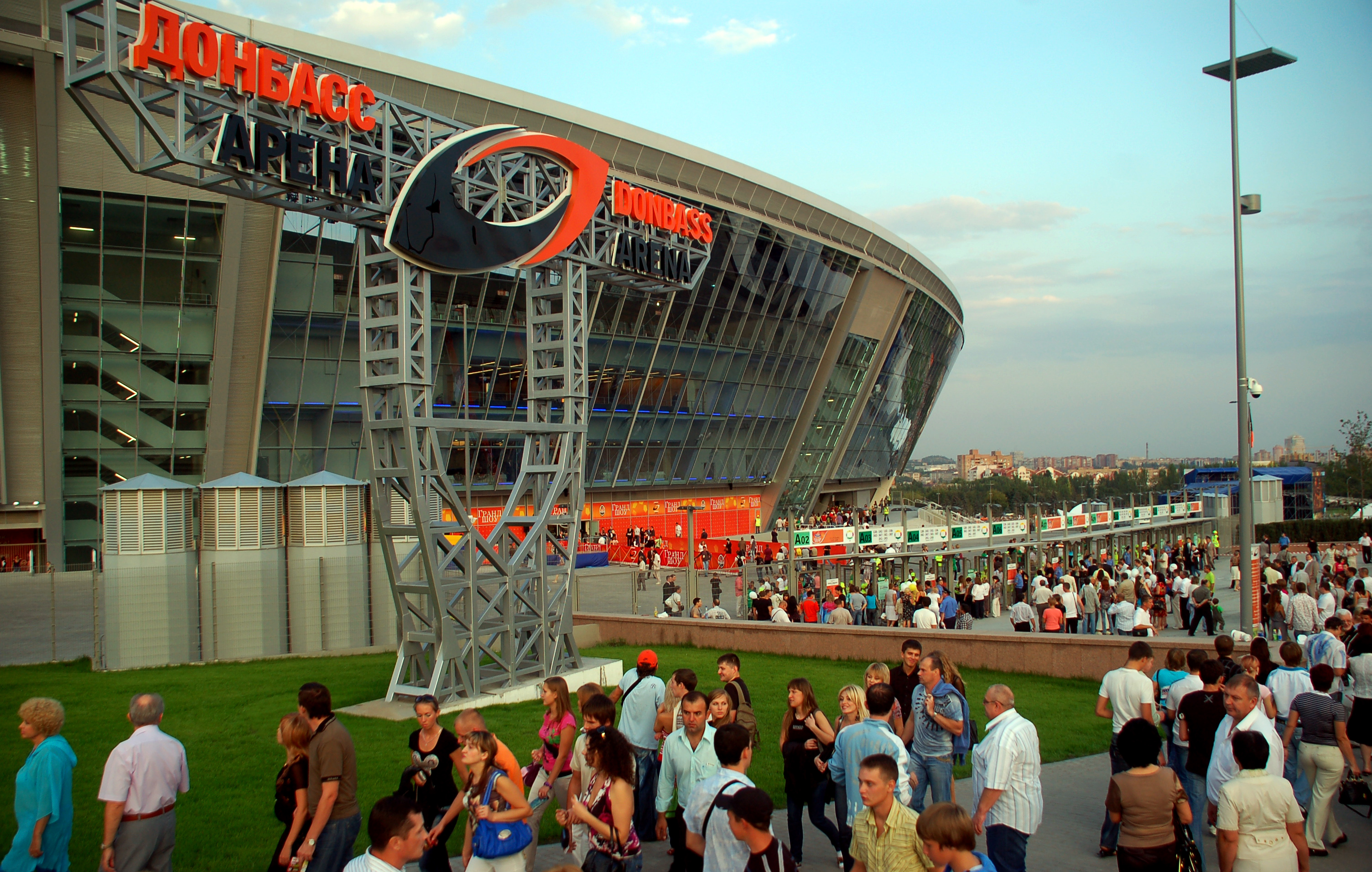
У главного входа

Открытие стадиона состоялось 29 августа 2009 года — в День шахтёра и День города Донецка. Церемония открытия называлась «Гранд Шоу», которое состояло из двух частей. Первая — это хореографическое шоу, выступления политических деятелей, украинских исполнителей популярной музыки и представление футбольного клуба «Шахтёр». Вторая — концерт американской певицы Бейонсе. Вместимость стадиона во время церемонии открытия составляла 43 000 зрителей, так как остальные места занимала сцена для выступлений. 10 000 билетов на открытие, предназначенных для свободной продажи, были раскуплены за один день из-за большого количества желающих посетить «Гранд Шоу», на церемонии открытия присутствовали 43 000 зрителей и 3000 vip.

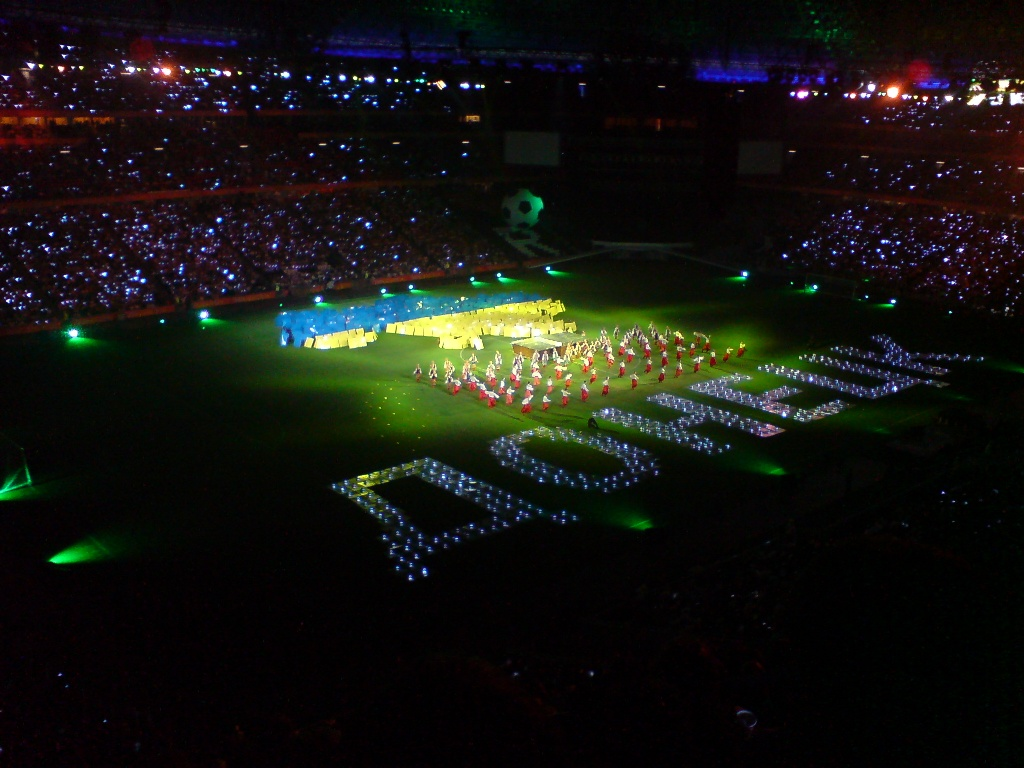
Выступление добровольцев

В хореографической постановке «Гранд Шоу» участвовали 1500 добровольцев. На протяжении четырёх месяцев они репетировали постановку под руководством известного хореографа Уолтерса Брина. Добровольцы представляли собой живые фигуры, собирали из блестящих пластин эмблему ФК «Шахтёр», карту Украины, а также её флаг, при этом исполнялся традиционный украинский танец — гопак. Во время своего выступления они также собрали импровизированную сцену из шахтных вагонеток с бутафорским углём, на которой выступали украинские исполнительницы: Светлана Лобода, Алёна Винницкая и Наталия Могилевская. Они исполняли всемирно известную песню группы Queen — We Will Rock You. Одним из самых ярких выступлений добровольцев стало создание из 600 человек фигуры футболиста, а также из остальных — вратарских перчаток и футбольного мяча. Добровольцы, передвигаясь по футбольному полю, создавали имитацию работы футболиста с мячом, а также удар по воротам и гол. Из зарубежных звёзд выступал победитель конкурса песни «Евровидение-2008» Дима Билан, который исполнил песню Believe.
На «Гранд Шоу» присутствовали главные политические деятели Украины: Президент Украины Виктор Ющенко со своей женой Екатериной, премьер-министр Украины Юлия Тимошенко, председатель Верховной Рады Украины Владимир Литвин и лидер Партии регионов Виктор Янукович.
На церемонию открытия были приглашены легенды ФК «Шахтёр», которых представлял диктор по стадиону. Среди них присутствовали игроки разных времён, в частности Олег Жуков, Михаил Соколовский, Валерий Яремченко, Сергей Ателькин, Михаил Старостяк и другие. Перед тем, как на поле появился нынешний состав «Шахтёра», на газоне прошло флаг-шоу, танцевальная группа из нескольких человек, в руках у которых были флаги всех членов УЕФА вышла на поле. После над стадионом взлетел огромный футбольный мяч, которым управляли двa человекa. Под футбольным мячом находилась танцовщица, у которой в руках находилась копия Кубка УЕФА, врученная президенту клуба Ринату Ахметову. Нынешний состав «Шахтёра» представлял российский телеведущий Виктор Гусев, который поочерёдно называл номер и имя игрока, игроки выходили со сцены в центр поля вместе с главным тренером Мирчей Луческу.

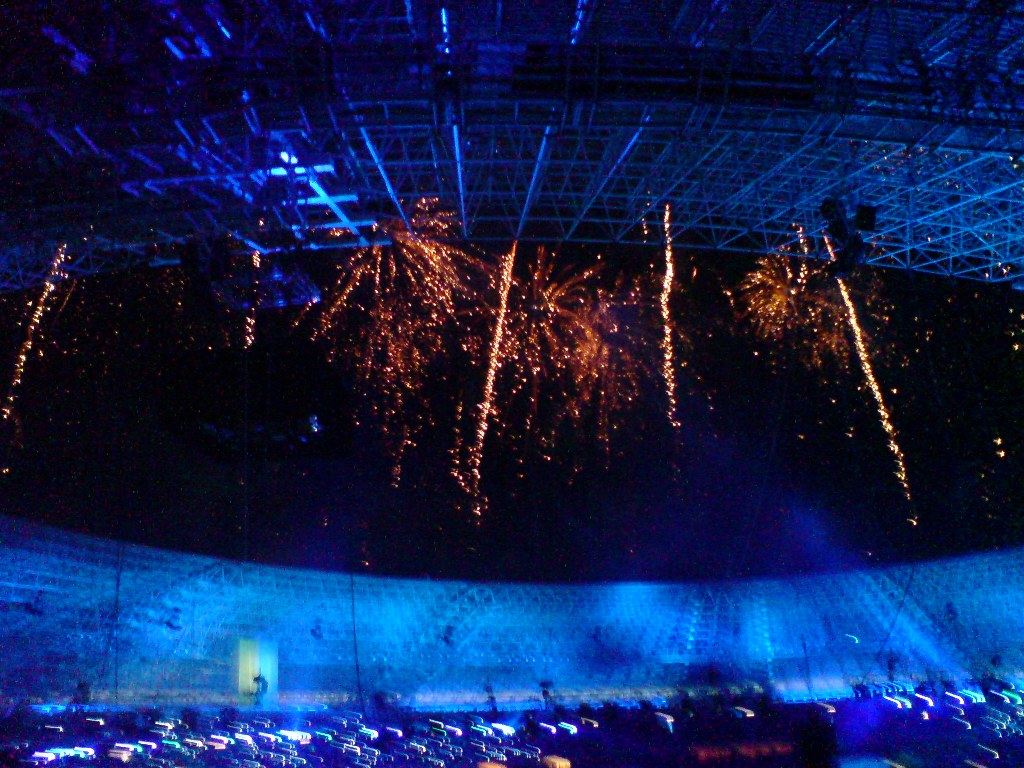
Заключительный салют

Завершал церемонию открытия «Донбасс Арены» концерт известной американской певицы Бейонсе, которая прервала свой концертный тур. Бейонсе исполнила несколько своих песен, которые включены в её текущий концертный тур, а также, в завершении своего выступления она исполнила песню в память о Майкле Джексоне, у которого в день открытия 29 августа был бы день рождения. Это была песня Halo, с изменением некоторых слов в тексте. Всё выступление длилось порядка одного часа. Перед смонтированной сценой, на которой проходил концерт, располагались люди, которые покупали отдельные билеты с правом посещения только концерта. Так как организованная фан-зона находилась на футбольном поле, людям, купившим билет, необходимо было прийти на концерт в исключительно спортивной обуви с мягкой подошвой. После концерта над стадионом загорелся «бриллиантовый салют», окончательно завершивший «Гранд Шоу».

## Игры национальной сборной Украины
| Дата            | Турнир  | Хозяева | Счет | Гости      | Голы                                                                              |
| --------------- | ------- | ------- | ---- | ---------- | --------------------------------------------------------------------------------- |
| 18 ноября 2009  | КЧМ     | Украина | 0:1  | Греция     | 0:1 Салпингидис 31'                                                               |
| 11 августа 2010 | ТМ      | Украина | 1:1  | Нидерланды | 0:1 Ленс 73', 1:1 Алиев 75'                                                       |
| 6 июня 2011     | ТМ      | Украина | 1:4  | Франция    | 1:0 Тимощук 53', 1:1 Гамейро 58', 1:2 Мартен 87', 1:3 Кабул 89', 1:4 Мартен 90+2' |
| 15 июня 2012    | ЧЕ-2012 | Украина | 0:2  | Франция    | 0:1 Менез 53', 0:2 Кабай 56'                                                      |
| 19 июня 2012    | ЧЕ-2012 | Англия  | 1:0  | Украина    | 1:0 Руни 48'                                                                      |

## Евро 2012
4 октября 2010 года на заседании в Минске Исполнительный комитет УЕФА утвердил официальный календарь финальной стадии чемпионата Европы по футболу 2012 года, которая прошла с 8 июня по 1 июля 2012 года в Польше и на Украине. На стадионе «Донбасс Арена» прошли три игры группового этапа, четвертьфинал и полуфинал. Во время Евро-2012 на стадионе «Донбасс Арена» функционировал наличный расчёт. Оплата с помощью платёжных карт DA Money не осуществлялась. Во время Евро-2012 непосредственно возле «Донбасс Арены», на центральной аллее мемориального комплекса «Твоим освободителям, Донбасс», разместилась так называемая зона гостеприимства. Зона гостеприимства начинала работу за три часа до матча и столько же функционировала после финального свистка. Всего же она вмещала 2000—2500 человек.

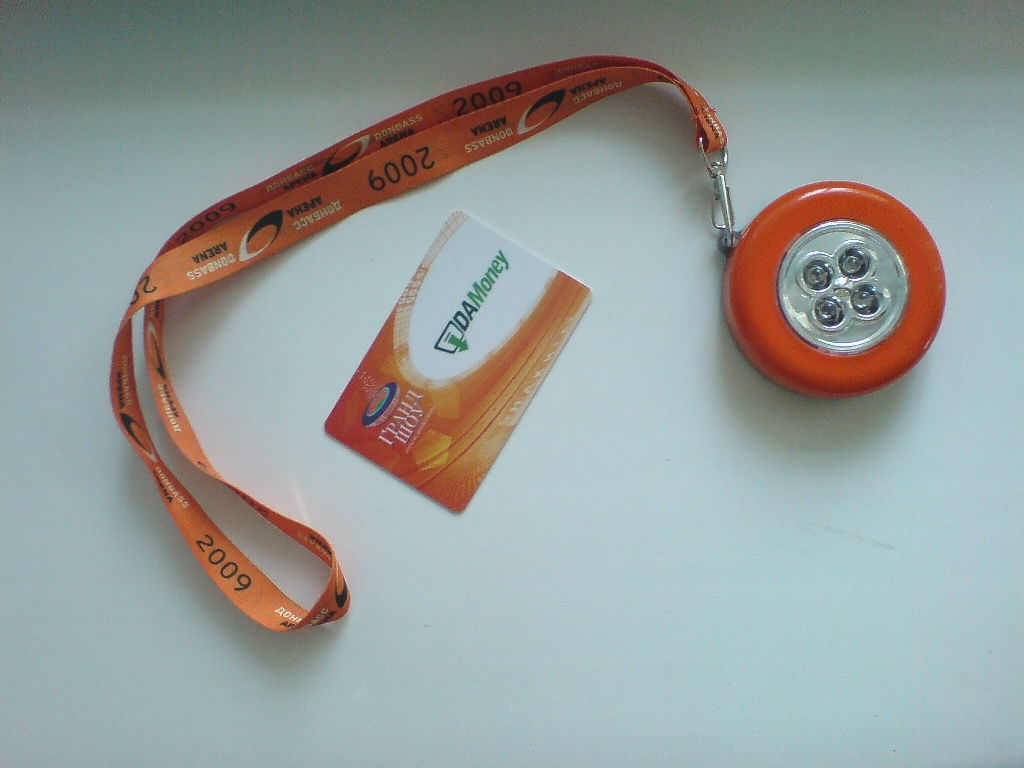
Карта оплаты и фонарик Донбасс Арены

## Российско-украинская война
В связи с начавшимися боевыми действиями на востоке Украины с 2014 года «Шахтёр» прекратил проводить матчи на «Донбасс Арене». Последний матч был сыгран 2 мая 2014 года. Арена подвергалась постоянным обстрелам в «горячую фазу» конфликта летом 2014 года: в августе стадион был обстрелян и получил многочисленные повреждения из-за попадания снарядов. В августе 2014 года «Донбасс Арена» стала центром распределения гуманитарной помощи Фонда Рината Ахметова. Более сотни добровольцев круглосуточно разгружали продукты питания, собирали из них индивидуальные наборы и передавали их нуждающимся жителям Донбасса. 20 октября 2014 года стадион вновь пострадал от взрыва, в кратчайшие сроки были организованы восстановительные работы.
28 февраля 2017 года вооружённые представители ДНР заблокировали распределительный центр на «Донбасс Арене» и пункты выдачи гуманитарного штаба Рината Ахметова, а на следующий день арена была экспроприирована Донецкой Народной Республикой и взята под охрану властями ДНР.
В июле 2024 года оккупационные власти города изменили эмблему ФК «Шахтёр» на фасаде стадиона, вставив вместо украинской буквы «а» русскую «е».